# Окно прозрачности воды
Окно прозрачности воды — диапазон мягкого рентгеновского излучения между линией поглощения кислорода при длине волны 2,34 нм и линией поглощения углерода при 4,4 нм (энергии 530 и 280 эВ, соответственно). Вода является прозрачной для этих рентгеновских лучей в то время как азот, углерод и другие элементы, содержащиеся в биологических образцах (входящие в состав клеток) поглощают излучение. 
Использование этого диапазона в рентгеновских микроскопах позволяет за счёт образующегося контраста изображения исследовать живые биологические образцы.